# Ingrid Spieglová
Ingrid Spieglová, provdaná Holásková (* 6. srpna 1960 Opava), je bývalá československá krasobruslařka, která spolu se svým bratrem Alanem Spieglem (* 7. srpna 1959) soutěžila v kategorii sportovních dvojic. Sourozenci se stali šestinásobnými mistry Československa a v krasobruslení reprezentovali Československo na Zimních olympijských hrách 1976 v Innsbrucku.

## Osobní život
Ingrid Spieglová se narodila v Opavě, jejím starším sourozencem je Alan Spiegl, s kterým tvořili krasobruslařskou sportovní dvojici. V roce 1984 oba dokončili studium na Pedagogické fakultě Masarykovy univerzity v Brně. Po provdání přijala příjmení Holásková. Žije a pracuje v Brně.

## Kariéra

### Dosažené sportovní výkony
V roce 1973 se spolu s bratrem přestěhovali z Opavy do Brna, kde se jich ujal trenér Ivan Rezek. Sourozenci reprezentovali Československo v krasobruslení, v kategorii sportovních dvojic. Postupně se zařadili mezi světovou špičku. V letech 1975–1980 byli ve své kategorii mistry Československa v krasobruslení, čímž získali šest zlatých medailí. Na mezinárodní úrovni poprvé startovali v roce 1975, kdy na Mistrovství Evropy v krasobruslení v Kodani skončili na 12. pozici.
Následující sezonu v roce 1976 se na Mistrovství Evropy v krasobruslení v Ženevě umístili znovu na 12. místě. V témže roce na XII. Zimních olympijských hrách v Innsbrucku vybojovali 13. místo.  Na závěr sezóny se umístili na 10. místě na Mistrovství světa v krasobruslení v Göteborgu.
Na celosvětové úrovni dosáhli sourozenci nejlepších sportovních výsledků v roce 1977 na Mistrovství světa v krasobruslení v Tokiu a v roce 1978 na Mistrovství světa v krasobruslení v Ottawě. Nejlepšího výsledku na evropských soutěžích dosáhli v roce 1978 na Mistrovství Evropy v krasobruslení ve Štrasburku, kde se umístili na 5. místě.
V roce 1977 na Golden Spin v Záhřebu získali stříbrné medaile. Tutéž medaili získali i v letech 1978 a 1979 na Pražské brusli. Bronz obdrželi na soutěži Ennia Challenge Cup v roce 1979. V roce 1980 se měli zúčastnit Zimních olympijských her v Lake Placid, ale tehdejší komunistický režim se rozhodl dát své místo někomu jinému. Sourozenci ukončili svoji sportovní kariéru na konci sezóny v roce 1980.

### Období po ukončení závodní činnosti
Po skončení závodní činnosti vystupovali sedm let v profesionální revui Holiday on Ice. Poté se Ingrid Holásková vrátila k vystudovanému oboru a vyučuje tělesnou výchovu a zeměpis na základní škole v Brně.

## Sportovní úspěchy

### Společně s bratrem Alanem Spieglem
| Mezinárodní                | Mezinárodní | Mezinárodní | Mezinárodní | Mezinárodní | Mezinárodní | Mezinárodní | Mezinárodní |
| Soutěž                     | 73–74       | 74–75       | 75–76       | 76–77       | 77–78       | 78–79       | 79–80       |
| -------------------------- | ----------- | ----------- | ----------- | ----------- | ----------- | ----------- | ----------- |
| Zimní olympijské hry       |             |             | 13.         |             |             |             |             |
| Mistrovství světa          |             |             | 10.         | 6.          | 6.          |             | 8.          |
| Mistrovství Evropy         |             | 12.         | 12.         | 6.          | 5.          | 6.          | 8.          |
| Ennia Challenge Cup        |             |             |             |             |             | 3.          |             |
| Golden Spin v Záhřebu      |             |             |             |             | 2.          |             |             |
| Pražská brusle             |             |             |             |             |             | 2.          | 2.          |
| Velká cena SNP             | 2.          |             |             |             |             |             |             |
| Národní                    |             |             |             |             |             |             |             |
| Mistrovství Československa | 3.          | 1.          | 1.          | 1.          | 1.          | 1.          | 1.          |